# Albert Béguin
Albert Béguin (La Chaux-de-Fonds, Suiza, 17 de julio de 1901 - Roma, 3 de mayo de 1957) fue un filólogo y crítico literario suizo de lengua francesa. Fue uno de los grandes estudiosos de la literatura del siglo XX; se le agrupa con la llamada Escuela de Ginebra.

## Biografía
Su hermano fue el periodista Pierre Béguin. En 1919, Albert Béguin obtiene su grado de bachiller y entra a la Universidad de Ginebra donde obtiene su Licenciatura en letras en 1924. Parte a París y comienza a traducir a escritores románticos alemanes como Jean Paul y Ernst Theodor Amadeus Hoffmann. En 1929, se casa con la novelista Raymonde Vincent y parte por cinco años a Alemania; mientras trabaja en la Cátedra de Lengua y Literatura francesa en la Universidad de Halle, Béguin prepara su gran obra sobre el romanticismo alemán, El alma romántica y el sueño.
Se preocupa por el avance del nazismo y denuncia el rol de los universitarios y la persecución de los judíos. 
De 1937 a 1946, ocupa la cátedra de Literatura francesa en la Universidad de Basilea. Sus cursos reflejan sus preocupaciones personales: la dimensión espiritual de la creación poética en Paul Claudel o en Gérard de Nerval, la inquietud existencial en León Bloy o Georges Bernanos y el paraíso perdido en Alain-Fournier. Algunos serán futuros libros.
En 1942, Albert Béguin crea y dirige Cahiers du Rhône, editados por La Baconnière. Publica las obras de Charles Péguy, Louis Aragon y Jules Supervielle, y sostiene durante la Segunda Guerra Mundial la lucha de los escritores franceses en contra de la amenaza nazi. 
En 1946, vuelve a París y a la muerte de Emmanuel Mounier en 1950, dirige hasta su muerte en 1957, la revista Esprit. Mantiene en los cincuenta, en la guerra fría, una posición equilibrada, así publica números sobre psiquiatría, 1952, y sobre las prisiones, 1955; y fue un viajero lúcido por la India, precisamente en el momento de su independencia colonial. Pensó en términos geopolíticos, y todo ello en medio de una crítica muy centrada en la literatura y la espiritualidad que a éste le acompaña, especialmente descrita en el mundo germánico.

## Obras
- L'âme romantique et le rêve, essai sur le romantisme allemand et la poésie française, Cahiers du Sud, 1937; ed. revisada: París, José Corti, 1939, 1946. Trad.: El alma romántica y el sueño, México, FCE, 1978.
- Gérard de Nerval, Stock, 1937; ed. aum. París, José Corti, 1945. Trad.: Gérard de Nerval, México, FCE, 1987.
- Nos Cahiers, Premier Cahier du Rhône, 1942.
- La Prière de Péguy, ibid., tercer cuaderno, 1942.
- Léon Bloy l'Impatient, L.U.F., 1944.
- Le Livre Noir du Vercors, encuesta en colaboración, Neuchâtel, 1944.
- Faiblesse de l'Allemagne, París, José Corti, 1946.
- Balzac visionnaire, Ginebra, Skira, 1946-1947.
- Bernanos par lui-même, París, Le Seuil, 1964.
- Création et Destinée, I. Essais de critique littéraire - L'âme romantique allemande, L'expérience poétique, Critique de la critique, concebido y anotado por Pierre Grotzer, París, Le Seuil, 1973. Trad.: Creación y destino, I, México, FCE, 1986.
- Création et Destinée, II. La réalité du rêve, concebido y anotado por Pierre Grotzer, prefacio de Marcel Raymond, París, Le Seuil, 1974. Trad.: Creación y destino, II, México, FCE, 1987.

## Ediciones realizadas por Albert Béguin
- Nerval, Textes choisis, GLM, 1939.
- Nerval, Poésies, Mermod, 1944, edición crítica.
- Nerval, Aurélia et Les Filles de Feu, Ginebra, Skira, 1944.
- Nerval, Œuvres (2 tomos), La Pléiade, Gallimard, 1952, introd. y notas de Albert Béguin y Jean Richer.
- Balzac, Petite collection Balzac, Ginebra, Skira, 1946, 12 v.
- Balzac, Œuvre, Le Club français du Livre, de 1964 à 1967, 16 v. reordenada bajo la dirección de Albert Béguin et Jean A. Ducourneau, presentada por Gracq, Bachelard, etc.
- Saint Bernard de Clairvaux, Textes, LUF, 1944, en col. con Paul Zumthor.
- La Quête du Graal, LUF, 1945; establecida y presentada por Albert Béguin e Yves Bonnefoy (reed. Le Seuil, col. Points Sagesse).
- E.T.A. Hoffmann, Œuvres complètes, éditions Phébus; dirección de Albert Béguin y Madeleine Laval (reed. aumentada, 5 v. Club des libraires de France, 1956-1958).

## Traducciones realizadas por Albert Béguin
- E. T. A. Hoffmann, Salvator Rosa - Kreisleriana - Le Chat Murr, Schiffrin, Fourcade, Gallimard, 1926, 1932, 1943. La traducción de Kreisleriana fue retomada para el tomo I de los Romantiques allemands, en la colección Pléiade (Gallimard, 1963).
- E. T. A. Hoffmann, Le Chat Murr, Gallimard, 1943. Luego retomada en la colección L'Imaginaire (Gallimard).
- Moerike, Le Voyage de Mozart, Fourcade, 1929.
- Jean Paul, Choix de Rêves - Hespérus - Le Jubilé, Stock, 1930-1931.
- Goethe, Entretien avec Müller - Confession d'une belle âme, Stock, 1930-1931.
- L. Tieck, La Coupe d'Or, Denoël, 1933. La traducción de los cuentos de Tieck, el tomo I de los Romantiques allemands, en la colección Pléiade (Gallimard, 1963).
- J. von Arnim, L'Invalide fou, Fontaine, 1945.